# Pierre Callandreau
Pierre Callandreau est un homme politique français né le 14 décembre 1772 à Angoulême, où il est meurt le 23 avril 1845

## Biographie
Procureur impérial à Confolens, il est député de la Charente pendant les Cent-Jours, en 1815. Il est nommé procureur à Angoulême en 1816.
Il avait épouse Marie-Marthe David en premières noces puis Marie-Alexandrine de la Porte aux Loups.